# Path (私密社交网站)
Path 是一个私密社交应用。

## 历史
由Facebook前高級主管戴夫·莫林（Dave Morin）创建。最初代的Path（Path1.0）只是一个图片分享工具，只有从2.0开始才加入了文字发送和签到、音乐分享功能。Path在3.0版本中加入了聊天功能。現為韓國Kakao旗下服務。
Path强调的是私密社交。用户的好友数量会被限制，最初的版本只允许添加50位好友，3.0版本好友数量上限增加到了150人。
如今Path已经可以在网页上登录，而不限于之前的iOS及Android客户端。但是网页登录只能访问一些官方信息并修改个人账户资料，无法发布或分享图片文字或音乐等。
Path在2018年9月17日，在他们的博客上宣布将于2018年10月18日终止服务。